# Языки Мавритании

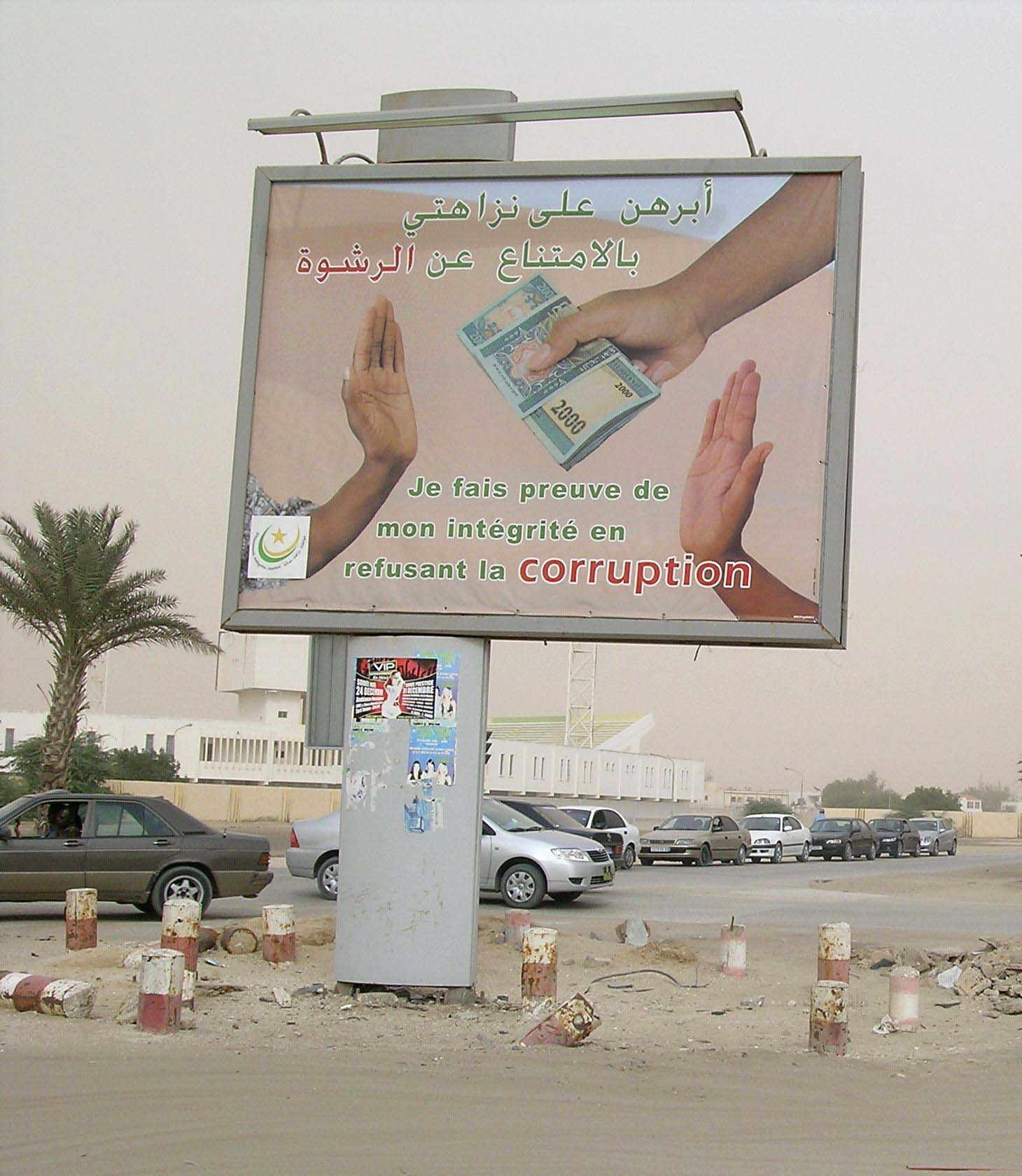
Антикоррупционная кампания в городе Нуакшот на арабском и французском языках

## Афразийские языки

### Арабский язык
- Арабский литературный язык — официальный язык.
- Хассания — местная устная форма арабского языка. Он находится недалеко от языка бедуинов. Это язык, который использует большинство населения. Также это язык народа имраген, который также использует элементы языка сонинке.

### Берберские языки
- Зенага: ещё используется на юге страны, недалеко от реки Сенегал, последний след берберской идентичности в Мавритании. Те, кто его используют, также известны как зенага по названию своего разговорного языка. В остальных случаях большая часть населения мур говорит на берберских языках. Исламизация и арабизация населения привели к тому, что большая часть этого населения потеряла связь с этим миром. В 1978 году даже термин арабо-берберы обозначал народ мур и был заменён на арабы.
- Тамашек: тамашек (язык туарегов) присутствует на крайнем юго-востоке страны, недалеко от границы с Мали.

## Французский язык
В связи с колониализмом европейские языки часто присутствуют на африканском континенте. Мавритания не является исключением из этого правила. Мавритания — член Франкофонии. Большинство населения говорит по-французски. Исторические связи с Францией всё ещё есть, хотя Мавритания стала более арабской.

## Нигеро-конголезские языки
- Волоф
- Сонинке
- Фула
- Бамана

В 1981 году специальным декретом были утверждены алфавиты для нигеро-конголезских языков Мавритании:
- Волоф: A a, À à, B b, C c, D d, E e, É é, Ë ë, F f, G g, I i, J j, K k, L l, M m, N n, Ñ ñ, Ŋ ŋ, O o, Ó ó, P p, Q q, R r, S s, T t, U u, W w, X x, Y y.
- Сонинке: A a, B b, C c, D d, E e, F f, G g, H h, I i, J j, K k, L l, M m, N n, Ñ ñ, Ŋ ŋ, O o, P p, Q q, R r, S s, T t, U u, W w, X x, Y y.
- Фула: ʼ, A a, B b, Ɓ ɓ, C c, D d, Ɗ ɗ, E e, F f, G g, H h, I i, J j, K k, L l, M m, Mb mb, N n, Nd nd, Ng ng, Nj nj, Ñ ñ, Ŋ ŋ, O o, P p, R r, S s, T t, U u, W w, Y y, Ƴ ƴ.